# Tokariwka (obwód chersoński)
Tokariwka (ukr. Токарівка) – wieś na południu Ukrainy, w obwodzie chersońskim, w rejonie biłozerskim. Położona pomiędzy drogą międzynarodową M14 a Dnieprem. Miejscowość liczy 1354 mieszkańców.

## Historia
Wieś założona 27 czerwca 1780 roku jako własność Antona Tokarewskiego. W 1859 roku odnotowano tutaj 30 domostw zamieszkanych przez 222 mieszkańców.

## Zabytki i osobliwości
- Budynki z końca XVIII wieku, w tym wieża ciśnień.